# Amphisbaena brasiliana
Amphisbaena brasiliana är en ödleart som beskrevs av  Gray 1865. Amphisbaena brasiliana ingår i släktet Amphisbaena och familjen Amphisbaenidae. Inga underarter finns listade.
Arten förekommer i nordöstra Brasilien i delstaten Pará. Honor lägger ägg.